# 堀尾吉晴

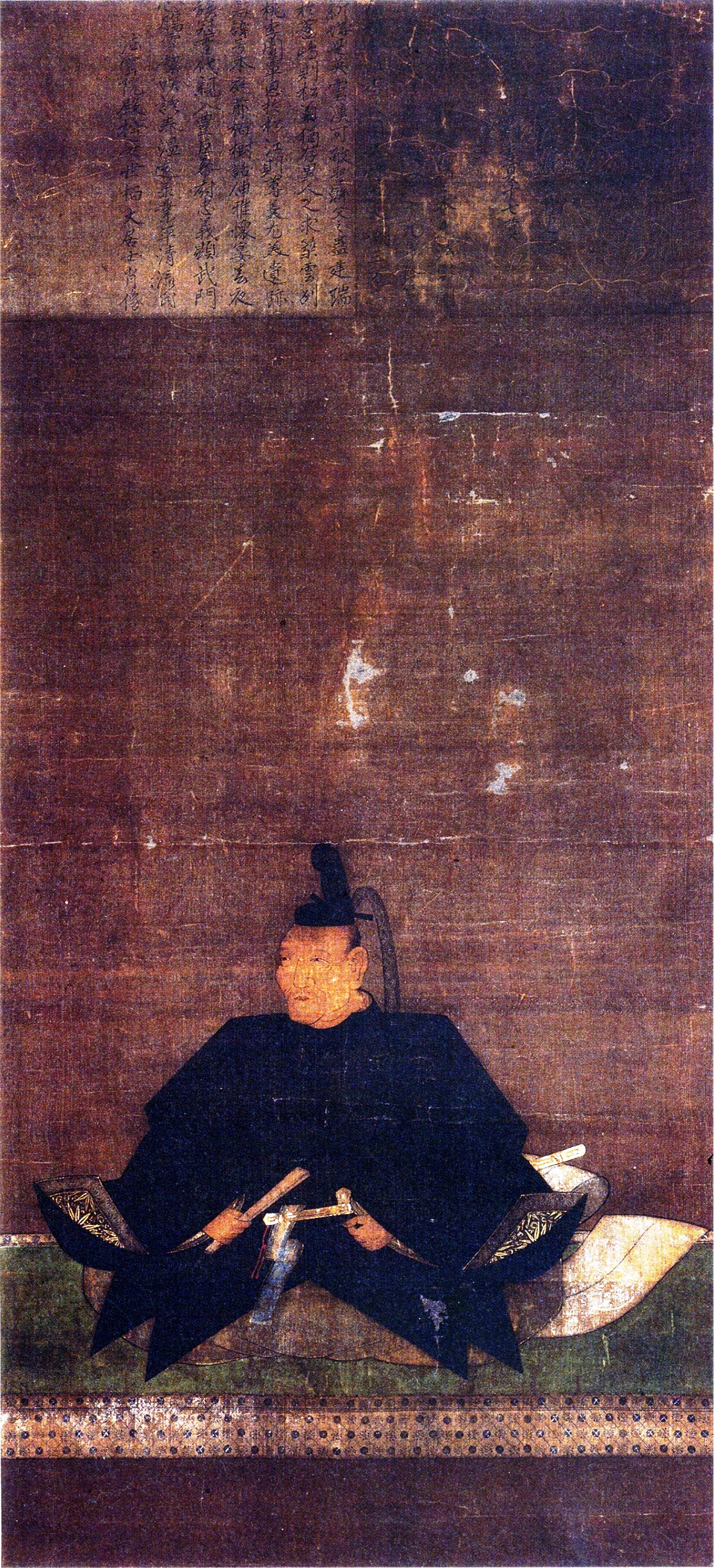
春光院藏絹本著色堀尾吉晴像

堀尾吉晴（日语：／ Horio Yoshiharu，1544年—1611年7月26日），生於尾張國丹羽郡，幼名仁王丸，通稱茂助，為岩倉織田家部將堀尾泰晴之子，後來投效豐臣秀吉，晉封為大名之列，是豐臣三中老之一，也是出雲國松江藩的初代藩主堀尾忠氏的父親（另一種說法認為吉晴才是初代藩主）。

## 織田時代
堀尾吉晴於永禄2年（1559年）、初陣岩倉城之戰取得功勳，吉晴在織田信長消滅岩倉織田家後淪落為浪人，信長統一尾張後成為信長家臣，後於永祿10年（1567年）織田家進攻稻葉山城前後寄騎木下秀吉。在天正元年（1573年）織田信長擊破近江淺井家並將其舊領交給秀吉管理，堀尾吉晴獲得近江長濱一百石俸祿。天正七年（1579年），堀尾吉晴在天王寺一戰中與中村一氏擊破當地的一向宗徒，因功在播磨國增加一千五百石的領地。天正十年（1582年）堀尾吉晴在攻打備中高松城時，擔當清水宗治的檢死役。

## 豐臣時代
在織田信長亡於本能寺之變後，羽柴秀吉於山崎之戰和明智光秀交手，役中堀尾吉晴和中村一氏率領先鋒的洋槍隊立功，戰後在丹波國黑江加封六千五百石。後在天正十一年（1583年）於秀吉打敗織田家元老柴田勝家的賤岳之戰中建功，拜若狹國高濱一萬七千石領地，翌年，堀尾吉晴再度參加小牧·長久手之戰，因戰功加封若狹阪木二萬石。
天正十三年（1585年），堀尾吉晴受秀吉任命與田中吉政、中村一氏、山內一豊、一柳直末共同擔任豐臣秀次的宿老，增俸改封近江佐和山四萬石。 秀吉鎮壓九州後，堀尾吉晴在秀吉的拜請下晉升從五位下帶刀先生，並被賜姓豐臣。在消滅小田原城的北條氏政與北條氏直父子後，秀吉將北條舊領給了德川家康，而堀尾吉晴也因為參予攻打北條氏的山中城以及加入平定九戶政實之亂，因功得到家康舊領遠江國濱松十二萬石，只可惜長子金助也在征討北條氏時陣亡。

## 關原
慶長三年（1598年），豐臣秀吉因病逝世，在過世前秀吉安排堀尾吉晴與生駒親正、中村一氏三人擔任三中老，負責調解五奉行和五大老之間的事務。 但五大老之首德川家康在秀吉死後首先無視諸大名不能私婚的遺命，與諸大名通婚。引起其他四大老及五奉行的嚴重不滿，尤其是五奉行之首石田三成更是氣忿難當，遂聯合其餘四大老、五奉行及三中老進行會議，最後決定在元月十九日以堀尾吉晴為首以三中老的名義質問德川家康。 但德川家康遂又透過堀尾吉晴和細川忠興兩人為和事佬在伏見城與另一名五大老前田利家會面交換誓書。
慶長四年（1599年）十月，堀尾吉晴辭退三中老之職隱居，把家督之位讓給嫡子次男堀尾忠氏，於越前國領五萬石隱居料。
慶長五年（1600年）七月，石田三成為對付德川家康發起關原之戰，戰前諸大名紛紛為該加入東軍還是西軍而大傷腦筋，七月十九日堀尾吉晴在回遠江濱松中途於三河的池鯉鮒參加宴會，席間美濃加賀井城主加賀井秀望與三河刈屋城主水野忠重為該加入那方的問題發生劇烈衝突，加賀井秀望大醉之下拔刀將水野忠重當場刺殺，甚至連前來勸解的堀尾吉晴也斬成重傷，最後加賀井秀望被堀尾吉晴的侍衛親兵亂刀斬殺，但堀尾吉晴身負十七處刀傷無法再上戰場，但堀尾吉晴考慮再三後指示兒子忠氏加入東軍參戰，因而戰後忠氏因戰功加封至出雲國富田二十四萬石，並改建松江城為新本據。

## 江戶時代
慶長九年（1604年），堀尾忠氏因急病過世，由六歲的幼子三之助接任家督，年老的堀尾吉晴擔任孫兒的後見役監國，但堀尾家的筆頭家老堀尾河內守（堀尾吉晴的女婿）意圖謀奪堀尾的家督，堀尾吉晴發覺其陰謀，將河內守父子流放至隱歧切腹。並在鄰近的伯耆國米子藩爆發內亂時，應其家督中村一忠的邀請出兵鎮壓。
慶長十六年（1611年）六月十七日堀尾吉晴於出雲廣瀨富田病故，享年六十八歲，法名法雲院殿前楓松庭世栢大居士。

## 備註
堀尾吉晴為人溫厚忠實，雖然上戰場時善戰殺伐，但為人溫厚，因而也被時人稱之為「佛茂助。」 